# میمون عنکبوتی سرخ‌رو
میمون عنکبوتی سرخ‌رو (نام علمی: Ateles paniscus) نام یک گونه از سرده میمون عنکبوتی است.